# Kamen
 Ovo je glavno značenje pojma Kamen. Za druga značenja pogledajte Kamen (razdvojba).
Kamen nastaje drobljenjem, kalanjem i rezanjem stijena. Do njegovoga nastanka može doći djelovanjem erozije, prirodnime putem zbog utjecaja kiše, vjetra, mraza, plime, oseke, zemljotresa, poplava i/ili drugih meteoroloških pojava. Danas se kamen može dobiti i umjetnim putem: rezanjem pilama, sitnjenjem pomoću eksploziva, drobljenjem i na druge načine.

## Upotreba kamena
Arhitektonski i građevinski kamen se od davnina koristi u kao materijal za izradu kuća, pomoćnih zgrada, mostova i puteva. U građevinarstvu razlikujemo
- lomljeni kamen,
- pločasti kamen čije su dvije strane približno paralelne,
- kamen u obliku kvadra, kojega klesar obrađuje u pravilne oblike i
- kamen za podove koji je sječen u tanje podne obloge.

Proučavanjem stijena bavi se petrologija, a pod pojmom stijene u općem slučaju podrazumijeva se prirodni mineralni agregat određenoga sastava, strukture i teksture koji predstavlja proizvod različitih geoloških procesa. Sve su stijene, dakle, sačinjene od određenih minerala, a minerali predstavljaju fizički i kemijski homogena tijela nastala u zemljinoj kori kao rezultat određenoga kemizma i fizičkih djelovanja. Najveći je broj minerala u čvrstome agregatnome stanju i odlikuje se kristalnome građom. Iako u prirodi postoji preko 2000 različitih minerala, s aspekta građevinarstva značajan je samo jedan manji broj. To su upravo oni minerali koji su najviše zastupljeni u stijenama od kojih se dobiva građevinski kamen. Jedna od najbitnijih karakteristika minerala, a i kamenih materijala u širem smislu, je tvrdoća. 
U industriji se susreću sljedeće vrste kamena:
- tvrdi kamen kao dijabaz i porfir,
- kamen koji je mekan, npr. slojeviti kamen koji se lako kala,
- umjetni kamen koji proizvode vješti majstori trejsera, kamenoresci i klesari te predstavlja imitaciju prirodnoga kamena. Može ga se raspoznati tako što je topao pri dodiru ruke, dok je pravi kamen uvijek mnogo hladniji.

U tehnici se različite vrste tvrdog brusnog kamenja koriste za brušenje.

## Vanjske poveznice
- Kamen Hrvatska tehnička enciklopedija, portal hrvatske tehničke baštine. LZMK